# Anathallis nanifolia
Anathallis nanifolia là một loài thực vật có hoa trong họ Lan. Loài này được (Foldats) Luer mô tả khoa học đầu tiên năm 2009.